# Distretto di Sonbhadra
Il distretto di Sonbhadra è un distretto dell'Uttar Pradesh, in India, di 1 463 468 abitanti. È situato nella divisione di Mirzapur e il suo capoluogo è Robertsganj.